# Markor Rodsteen
Markor Rodsteen (31. oktober 1625 på Hørbylund – 13. maj 1681 i København) var en dansk søofficer, bror til Jens Rodsteen og far til Christian og Peter Rodsteen.

## Officer
Han var søn af Steen Rodsteen til Lerbæk og Sønder Elkær (død 1664) og Margrethe Lavesdatter Urne (død 1664). Han var af gammel adelig slægt, der stammer fra det schwabiske og rhinlandske ridderskab (Rodenstein, Rothenstein). 1644-45 var han løjtnant ved artilleriet i Skåne, 1648-51 i udenrigsk tjeneste; fra 1657-60 gjorde han tjeneste til søs; havde først station på Weseren med tre skibe, året efter i Henrik Bielkes flåde, der efter Jacob van Wassenaer Obdams kamp i Øresund mod den svenske flåde indesluttede denne ved Landskrone. 1659 var han næstkommanderende ved Nicolaj Helts flåde i Storebælt. 1660 aflagde han ed som oberstløjtnant i artilleriet og chef for Københavns Tøjhus og modtog det påfølgende år bestalling som oberst.

## Overgang til Søetaten
Ved Tøjhuset forblev han indtil udbruddet af Den Skånske Krig, da han afskedigedes af Landetaten (1676); allerede 1672 nævnes han dog som admiral, hvortil han dog først blev formelt udnævnt 1675 eller 76. 1675 kommanderede han en eskadre, der blokerede Wismar. 1676 blokerede han Gøteborg, men da han kun havde en utilstrækkelig styrke til sin rådighed, og uheld stødte til, idet orlogsskibet Kjøbenhavn (kaptajn Søren Orning) kom på grund og faldt i fjendens hænder, blev han afløst af oberstløjtnant Johan Wibe og sendt som arrestant til København. Statholder Ulrik Frederik Gyldenløve, der ved samme lejlighed skulle angribe Gøteborg fra landsiden, klagede til kongen i stærke udtryk over, at Rodsteen ved sin ubetimelige bortgang ganske havde forspildt hans hærs chancer. Længe har hans arrest dog ikke varet, thi allerede tidligt i 1677 træffer vi ham i virksomhed med at samle skibe i Køge Bugt, eftersom de blev færdige fra Holmen; med denne styrke sluttede han sig i juni til Niels Juel og deltog i Juli under denne i slaget i Køge Bugt, hvor han sammen med admiral Henrik Span angreb det svenske grundstødte skib Draken og dettes sekundanter. I vinteren 1677-78 var han et virksomt medlem af Admiralitetet og deltog den påfølgende sommer i Juels togt til Kalmar Sund samt i den senere påfølgende erobring af Rügen. Også i krigens sidste år var han eskadrechef og besørgede konvojering fra Sundet til Norge. I december 1679 – efter krigens slutning – erholdt han afsked af krigstjenesten og blev amtmand over Skanderborg Amt. Rodsteen, der 1676 blev Ridder af Dannebrog, døde 13. maj 1681. Han var godsejer til Sønder Elkær.
Han blev gift 1. gang med Dorothe Sehested (10. januar 1637 på Kalø – 21. oktober 1664 på Københavns Slot (gift 1. gang 1656 med Peder Juel til Hundsbæk, 1623-1656), datter af kansler Christian Thomesen Sehested (1590-1657) og Mette Rosenkrantz (1600-1644). Gift 2. gang med Birgitte Reedtz (død 1699 i København (begravelsesbevilling 9. juni)), datter af rigsråd Frederik Reedtz (1586-1659).
Han er begravet i Sorø Klosterkirke.